# 繁沢就真
繁沢 就真（はんざわ なりざね）は、江戸時代前期の長州藩士。父は吉川元春の次男・繁沢元氏。

## 生涯
慶長7年（1602年）、繁沢元氏の三男として生まれる。元和6年（1620年）5月8日、毛利秀就の加冠により元服し、「就」の偏諱を与えられて就真と名乗った。寛永9年（1632年）には、「平左衛門尉」の官途名を与えられる。
父・元氏の隠居料200石の地を相続し、明暦2年（1656年）7月24日に55歳で死去した。後を子の就忠が継いだ。